# Império do Divino Espírito Santo Infantil do Farrobo

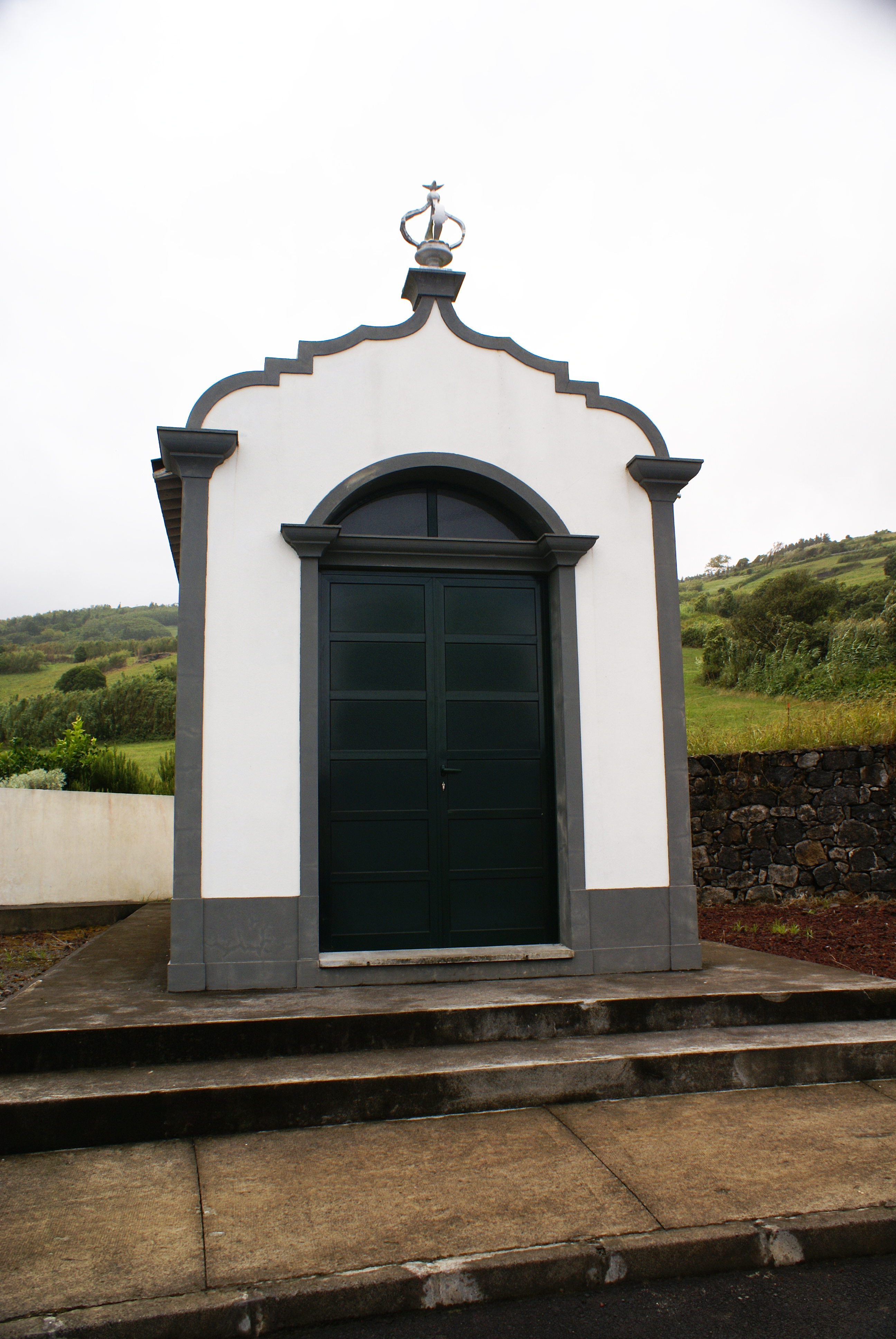
Império do Espírito Santo Infantil do Farrobo.

O Império do Divino Espírito Santo Infantil do Farrobo é um Império do Espírito Santo português que se localiza na aldeia do Farrobo na freguesia dos  Flamengos, concelho da horta, ilha do Faial, arquipélago dos Açores.
Este Império do Divino cuja data de construção recua ao século XX, mais precisamente a 1927, foi alvo de grande destruição pelo terramoto que atingiu a ilha do Faial em 9 de julho de 1998. Ao ser restaurante, e em Agosto de 2010 ainda não lhe havia sido afixada qualquer data, nem da original construção em 1927 nem a do restauro.
As festividades desta irmandade são organizadas na Terça-feira do Espírito Santo de cada ano.